# Dentinogenesi imperfetta
La dentinogenesi imperfetta è una malattia genetica autosomica dominante che si presenta come un disturbo dell'elaborazione della matrice dentaria ed è talora associata a osteogenesi imperfetta. È causata da una mutazione del gene DSP, localizzato nel cromosoma 4, che codifica per una proteina, la sialofosfoproteina dentinaria, che costituisce circa la metà della componente non collagenosa della matrice dentaria.
La patologia può presentarsi in diverse forme, classificate come tipo I, II e III.

## Dentinogenesi Imperfetta Tipo I
È associata all'Osteogenesi imperfetta

## Dentinogenesi Imperfetta Tipo II
Il tipo II interessa sia la dentizione decidua sia quella permanente. I denti si presentano inizialmente con profilo normale e colore opalescente, ma presto il colore tende a divenire bruno, con sfumature bluastre date dalla presenza dello smalto.

### Radiologia
Radiologicamente si evidenziano radici corte e tozze, con vari gradi di obliterazione della camera pulpare e dei canali radicolari.

### Istologia
Istologicamente la dentina è caratterizzata da una scarsità di tubuli dentinali, i quali sono spesso irregolari. Sono presenti aree di dentina atubulare.
La giunzione amelo-dentinale risulta piana, non mostrando la fisiologica dentellatura.
La dentina risulta ipomineralizzata, con proprietà meccaniche inferiori alla dentina fisiologica.
Lo smalto di questi elementi può risultare ipomineralizzato e va incontro ad una erosione precoce, probabilmente a causa delle ridotte proprietà meccaniche della dentina sottostante, che non è in grado di dissipare le forze masticatorie. La giunzione amelo-dentinale piana potrebbe essere un'ulteriore causa di precoce perdita dello smalto.
L'attacco carioso risulta comunque più difficile rispetto alla dentina normale, per via della scarsità di tubuli dentinali, i quali fisiologicamente rappresentano una via preferenziale alla diffusione batterica.

## Dentinogenesi Imperfetta Tipo III
La dentinogenesi imperfetta di tipo III si pensa sia una forma omozigote di dentinogenesi imperfetta.
Gli elementi dentali presentano una camera pulpare ampia, non obliterata, circondata da un sottile guscio di dentina. Nel tessuto pulpare non si ritrovano Odontoblasti, mentre sono presenti grossolani ammassi di fibre collagene.
Le radici appaiono atrofiche.
L'anomalia è stata riscontrata in un particolare gruppo etnico del Maryland meridionale (Brandywine isolate).